# Göltzschtalbrücke
Göltzschtalbrücke é uma ponte ferroviária construída com tijolos no período entre 1846 e 1851. Ela faz parte da linha ferroviária de alta velocidade Dresden-Plauen.

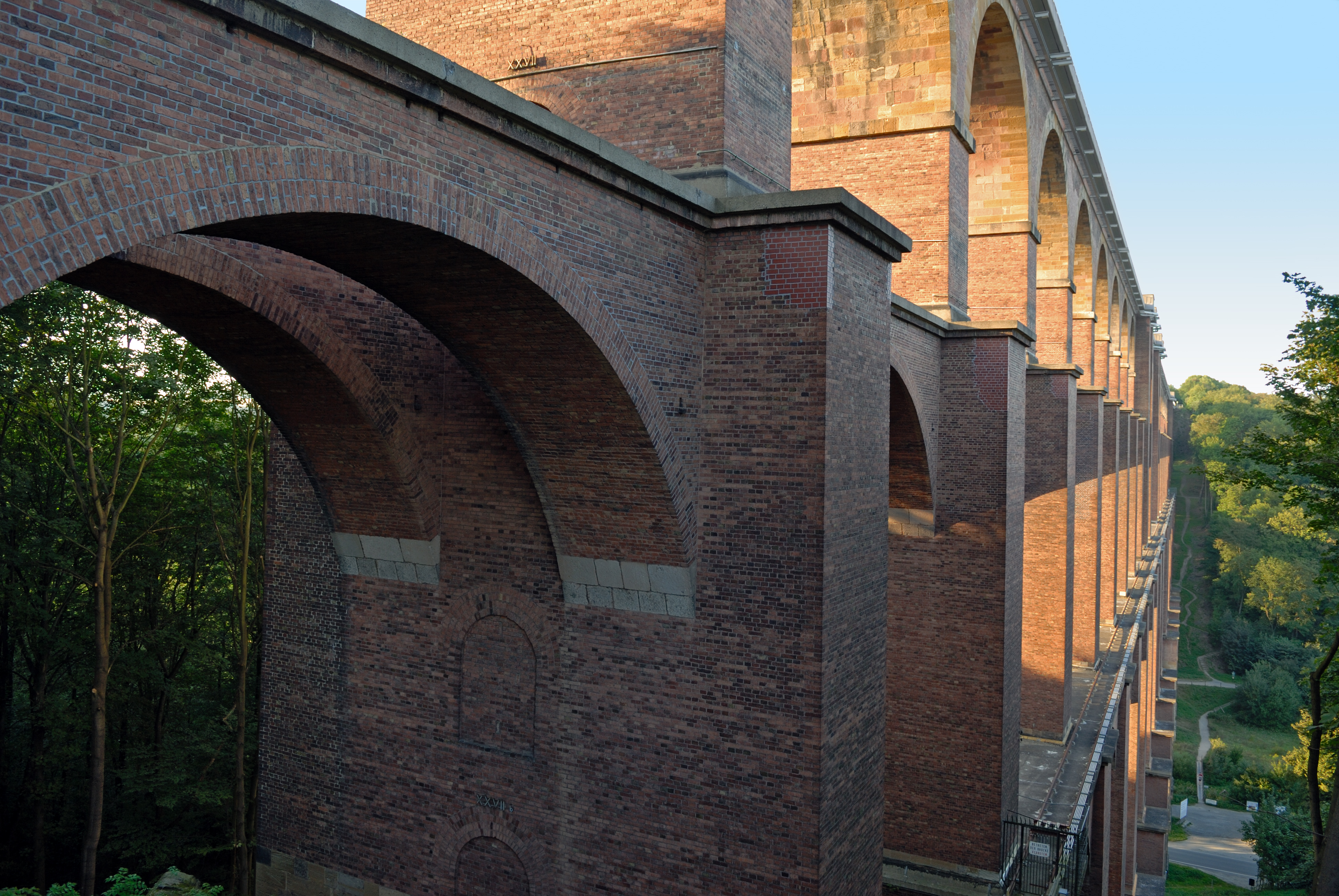
Göltzschtalbrücke

Com 574 metros de comprimento a ponte é considerada a maior do mundo para este tipo de estrutura. Foram utilizados mais de 26 milhões de tijolos em sua construção.

## Bibliografia

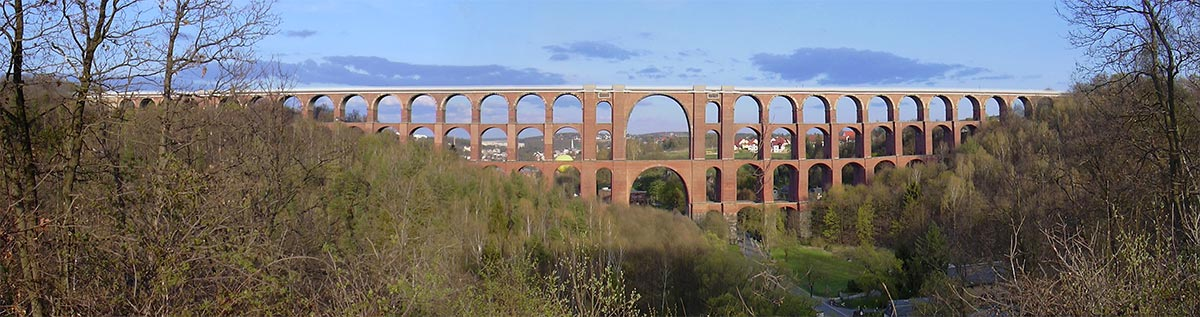
Vista panorâmica. Foto tirada de aproximadamente 500 m de distância.